# Saison 2 de Clarence
Chronologie
Saison 1 Saison 3
La deuxième saison de Clarence, série télévisée américaine, est constituée de trente-huit épisodes, diffusée du 18 janvier 2016 au 3 février 2017 sur Cartoon Network. La deuxième saison semble être plus centrée sur la façon dont les personnages se lient, surtout Clarence avec les autres.

## Synopsis de la saison
Cette saison se concentre davantage sur les relations entre les personnages, en particulier Clarence avec d'autres personnages. La musique des épisodes rend la saison 2 plus "jeune" que la saison 1. En cette saison, les personnages apprennent à mieux se connaître.

## Distribution

### Acteurs principaux
- Spencer Rothbell (VF : Emmanuel Dekoninck) : Clarence Wendle, Blaide (épisode 27)
- Sean Giambrone (VF : Karin Clercq) : Jeff Randell
- Tom Kenny (VF : Jean-Michel Vovk) : Ryan "Sumo" Sumouski

### Acteurs récurrents
- Katie Crown : Mary Wendle, Mme Melanie Baker, Brenda Shoop
- Eric Edelstein : Charles "Chad" Caswell III
- Roger Craig Smith : Belson Noles, Percy Dahmer
- Grace Kaufman : Chelsea Keezheekoni, Blaide (épisode 33)
- Joshua Rush : Breehn
- Damien Haas : Nathan
- Kyle Arem : Dustin Conway
- John DiMaggio : Mel Sumouski
- Lea DeLaria : Eleanor Josephine "EJ" Randell
- Tig Notaro : Sue Randell
- Donovan Patton : M. Reese
- Spencer Rothbell : Mavis
- Brent Popolizio : Joshua "Josh"
- Isabella Niems : Kimby
- Ivy Bishop : Malessica
- Tayler Buck : Courtlin

### Invités
- Carlos Alazraqui : M. Mozer (épisode 11)
- Jenelle Lynn Randall : Mlle Lofton (épisode 11)
- Abigail Revasch : Tiffany (épisode 18)
- June Squibb : Rosie Randell (épisode 34)
- Mena Suvari : Cynthia Noles (épisode 37)

## Production

### Développement
La deuxième saison a été annoncée le 7 juillet 2015, et la série a été renouvelée pour se poursuivre. Apparemment, en juillet 2016, la saison était déjà terminée, car un membre du personnel de la série a affiché une photo célébrant la production de l'épisode numéro 100, mais cet épisode appartient à la troisième saison.

### Attribution des rôles
La deuxième saison a été dirigée par David Ochs et Niki Yang, et quelques auteurs ont été ajoutés, comme Sam Kremers-Nedell.
L'animation est envoyée à la société Saerom (en), en Corée du Sud.

### Diffusion
Aux États-Unis, elle a été diffusée du 18 janvier 2016 au 3 février 2017 sur Cartoon Network.
En France, il a été diffusé du 28 mai 2016 au 24 décembre 2017 sur Cartoon Network (France).

## Liste des épisodes

### Épisode 1:L'interro
- États-Unis : 18 janvier 2016 sur Cartoon Network
- France : 28 mai 2016 sur Cartoon Network (France)

- États-Unis : 1,35 million de téléspectateurs[2] (première diffusion)

### Épisode 2:Le paradis du rires
- États-Unis : 18 janvier 2016 sur Cartoon Network
- France : 18 juin 2016 sur Cartoon Network (France)

- États-Unis : 1,25 million de téléspectateurs[2] (première diffusion)

### Épisode 3:Sauce Piquante prend son envol
- États-Unis : 19 janvier 2016 sur Cartoon Network
- France : 28 mai 2016 sur Cartoon Network (France)

- États-Unis : 1,04 million de téléspectateurs[3] (première diffusion)

### Épisode 4:Le vent de la liberté
- États-Unis : 20 janvier 2016 sur Cartoon Network
- France : 11 juin 2016 sur Cartoon Network (France)

- États-Unis : 1,10 million de téléspectateurs[4] (première diffusion)

### Épisode 5:Baptême de l'air
- États-Unis : 21 janvier 2016 sur Cartoon Network
- France : 4 juin 2016 sur Cartoon Network (France)

- États-Unis : 1,06 million de téléspectateurs[5] (première diffusion)

### Épisode 6:Voyage au-delà du cosmique
- États-Unis : 22 janvier 2016 sur Cartoon Network
- France : 11 juin 2016 sur Cartoon Network (France)

- États-Unis : 1,29 million de téléspectateurs[6] (première diffusion)

### Épisode 7:La fête médiévale
- États-Unis : 28 janvier 2016 sur Cartoon Network
- France : 4 juin 2016 sur Cartoon Network (France)

- États-Unis : 0,98 million de téléspectateurs[7] (première diffusion)

### Épisode 8:Voyage dans le temps
- États-Unis : 4 février 2016 sur Cartoon Network
- France : 18 juin 2016 sur Cartoon Network (France)

- États-Unis : 1,11 million de téléspectateurs[8] (première diffusion)

### Épisode 9:Un samedi à l'école
- États-Unis : 11 février 2016 sur Cartoon Network
- France : 25 juin 2016 sur Cartoon Network (France)

- États-Unis : 1,06 million de téléspectateurs[9] (première diffusion)

### Épisode 10:Ils sont parmi nous
- États-Unis : 18 février 2016 sur Cartoon Network
- France : 25 juin 2016 sur Cartoon Network (France)

- États-Unis : 1,11 million de téléspectateurs[10] (première diffusion)

### Épisode 11:Qui est Jimmy?
- États-Unis : 25 février 2016 sur Cartoon Network
- France : 2 juillet 2016 sur Cartoon Network (France)

- États-Unis : 0,98 million de téléspectateurs[11] (première diffusion)

### Épisode 12:Chasse à la glace
- États-Unis : 3 mars 2016 sur Cartoon Network
- France : 2 juillet 2016 sur Cartoon Network (France)

- États-Unis : 1,18 million de téléspectateurs[12] (première diffusion)

### Épisode 13:Le fils du patron
- États-Unis : 10 mars 2016 sur Cartoon Network
- France : 9 juillet 2016 sur Cartoon Network (France)

- États-Unis : 0,91 million de téléspectateurs[13] (première diffusion)

### Épisode 14:Le clou dans la souche
- États-Unis : 17 mars 2016 sur Cartoon Network
- France : 9 juillet 2016 sur Cartoon Network (France)

- États-Unis : 1,31 million de téléspectateurs[14] (première diffusion)

### Épisode 15:La prophétie du festin
- États-Unis : 25 mars 2016 sur Cartoon Network
- France : 16 juillet 2016 sur Cartoon Network (France)

- États-Unis : 1,05 million de téléspectateurs[15] (première diffusion)

### Épisode 16:Clarence Wendle et l'œil de Coogan
- États-Unis : 25 mars 2016 sur Cartoon Network
- France : 23 juillet 2016 sur Cartoon Network (France)

- États-Unis : 1,05 million de téléspectateurs[15] (première diffusion)

### Épisode 17:Le remake
- États-Unis : 29 mars 2016 sur Cartoon Network
- France : 16 juillet 2016 sur Cartoon Network (France)

- États-Unis : 0,99 million de téléspectateurs[16] (première diffusion)

### Épisode 18:Le jeu concors
- États-Unis : 21 avril 2016 sur Cartoon Network
- France : 23 juillet 2016 sur Cartoon Network (France)

- États-Unis : 1,01 million de téléspectateurs[17] (première diffusion)

### Épisode 19:Sumo le skateur
- États-Unis : 28 avril 2016 sur Cartoon Network
- France : 30 juillet 2016 sur Cartoon Network (France)

- États-Unis : 1,36 million de téléspectateurs[18] (première diffusion)

### Épisode 20:Amitié à distance
- États-Unis : 5 mai 2016 sur Cartoon Network
- France : 12 décembre 2016 sur Cartoon Network (France)

- États-Unis : 0,97 million de téléspectateurs[19] (première diffusion)

### Épisode 21:La remplaçante
- États-Unis : 12 mai 2016 sur Cartoon Network
- France : 13 décembre 2016 sur Cartoon Network (France)

- États-Unis : 1,07 million de téléspectateurs[20] (première diffusion)

### Épisode 22:L’explosion du rire
- États-Unis : 19 mai 2016 sur Cartoon Network
- France : 14 décembre 2016 sur Cartoon Network (France)

- États-Unis : 1,07 million de téléspectateurs[21] (première diffusion)

### Épisode 23:Un peu de solitude
- États-Unis : 26 mai 2016 sur Cartoon Network
- France : 15 décembre 2016 sur Cartoon Network (France)

- États-Unis : 1,09 million de téléspectateurs[22] (première diffusion)

### Épisode 24:Le secret de Jeff
- États-Unis : 2 juin 2016 sur Cartoon Network
- France : 16 décembre 2016 sur Cartoon Network (France)

- États-Unis : 1,38 million de téléspectateurs[23] (première diffusion)

### Épisode 25:La course à l'espace
- États-Unis : 9 juin 2016 sur Cartoon Network
- France : 17 décembre 2016 sur Cartoon Network (France)

- États-Unis : 1,13 million de téléspectateurs[24] (première diffusion)

### Épisode 26:Parents en herbe
- États-Unis : 16 juin 2016 sur Cartoon Network
- France : 18 décembre 2016 sur Cartoon Network (France)

- États-Unis : 1,32 million de téléspectateurs[25] (première diffusion)

### Épisode 27:Bucky et le loup
- États-Unis : 23 juin 2016 sur Cartoon Network
- France : 19 décembre 2016 sur Cartoon Network (France)

- États-Unis : 1,29 million de téléspectateurs[26] (première diffusion)

### Épisode 28:Les vers de compost
- États-Unis : 1er novembre 2016 sur Cartoon Network
- France : 20 décembre 2016 sur Cartoon Network (France)

- États-Unis : 0,77 million de téléspectateurs[27] (première diffusion)

### Épisode 29:Le dent du dino
- États-Unis : 2 novembre 2016 sur Cartoon Network
- France : 18 mars 2017 sur Cartoon Network (France)

- États-Unis : 0,85 million de téléspectateurs[28] (première diffusion)

### Épisode 30:L'anniversaire
- États-Unis : 3 novembre 2016 sur Cartoon Network
- France : 21 décembre 2016 sur Cartoon Network (France)

- États-Unis : 0,86 million de téléspectateurs[29] (première diffusion)

### Épisode 31:L'arbre de l'amitié
- États-Unis : 4 novembre 2016 sur Cartoon Network
- France : 18 mars 2017 sur Cartoon Network (France)

- États-Unis : 0,89 million de téléspectateurs[30] (première diffusion)

### Épisode 32-33:La chasse aux emblèmes
- États-Unis : 14 novembre 2016 sur Cartoon Network
- France : 25 mars 2017 sur Cartoon Network (France)

- États-Unis : 1,06 million de téléspectateurs[31] (première diffusion)

### Épisode 34:Cloris
- États-Unis : 15 novembre 2016 sur Cartoon Network
- France : 19 mars 2017 sur Cartoon Network (France)

- États-Unis : 0,92 million de téléspectateurs[32] (première diffusion)

### Épisode 35:Jour de pêche
- États-Unis : 16 novembre 2016 sur Cartoon Network
- France : 19 mars 2017 sur Cartoon Network (France)

- États-Unis : 0,84 million de téléspectateurs[33] (première diffusion)

### Épisode 36:Le sac à dos de Belson
- États-Unis : 17 novembre 2016 sur Cartoon Network
- France : 19 mars 2017 sur Cartoon Network (France)

- États-Unis : 1,08 million de téléspectateurs[34] (première diffusion)

### Épisode 37:Le motel
- États-Unis : 18 novembre 2016 sur Cartoon Network
- France : 19 mars 2017 sur Cartoon Network (France)

- États-Unis : 1,08 million de téléspectateurs[35] (première diffusion)

### Épisode 38:Le boulet de Noël
- États-Unis : 1er décembre 2016 sur Cartoon Network
- France : 24 décembre 2017 sur Cartoon Network (France)

- États-Unis : 1,00 million de téléspectateurs[36] (première diffusion)

### Épisode 39:Le héros de la pizza
- États-Unis : 3 février 2017 sur Cartoon Network
- France : 25 mars 2017 sur Cartoon Network (France)

- États-Unis : 0,93 million de téléspectateurs[37] (première diffusion)